# Csehszlovákia az 1968. évi nyári olimpiai játékokon
Csehszlovákia a mexikói Mexikóvárosban megrendezett 1968. évi nyári olimpiai játékok egyik részt vevő nemzete volt. Az országot az olimpián 14 sportágban 121 sportoló képviselte, akik összesen 13 érmet szereztek.

## Érmesek
| Érem  | Versenyző | Sportág       | Versenyszám            |
| ----- | --- | ------------- | ---------------------- |
| Arany | Miloslava Rezková | Atlétika      | Női magasugrás         |
| Arany | Milena Duchková | Műugrás       | Női egyéni toronyugrás |
| Arany | Jan Kůrka | Sportlövészet | Sportpuska fekvő       |
| Arany | Věra Čáslavská | Torna         | Női talaj              |
| Arany | Věra Čáslavská | Torna         | Női ugrás              |
| Arany | Věra Čáslavská | Torna         | Női felemás korlát     |
| Arany | Věra Čáslavská | Torna         | Női egyéni összetett   |
| Ezüst | Věra Čáslavská | Torna         | Női gerenda            |
| Ezüst | Věra Čáslavská Marianna Krajčírová Jána Kubičková-Posnerová Hana Lišková Bohumila Řimnáčová Miroslava Skleničková                                                                                | Torna         | Női csapat összetett   |
| Bronz | Ludvík Daněk | Atlétika      | Férfi diszkoszvetés    |
| Bronz | Miroslav Zeman | Birkózás      | Kötöttfogás, 52 kg     |
| Bronz | Petr Kment | Birkózás      | Kötöttfogás, +97 kg    |
| Bronz | Nemzeti válogatott Bohumil Golián Zdeněk Groessl Petr Kop Drahomír Koudelka Josef Musil Vladimír Petlák Antonín Procházka Pavel Schenk Josef Smolka František Sokol Jiří Svoboda Lubomír Zajíček | Röplabda      | Férfi                  |

## Atlétika
Férfi
| Versenyző         | Versenyszám | Előfutam | Előfutam | Előfutam | Elődöntő | Elődöntő | Elődöntő | Döntő   | Döntő    |
| Versenyző         | Versenyszám | Idő      | Hely.    | Össz.    | Idő      | Hely.    | Össz.    | Idő     | Helyezés |
| ----------------- | ----------- | -------- | -------- | -------- | -------- | -------- | -------- | ------- | -------- |
| Tomáš Jungwirth   | 800 m       | 1:48,72  | 3.       | 17.      | kiesett  | kiesett  | kiesett  | kiesett | kiesett  |
| Jozef Plachý      | 800 m       | 1:48,65  | 2.       | 16.      | 1:45,96  | 3.       | 3.       | 1:45,99 | 5.       |
| Josef Odložil     | 1500 m      | 3:47,49  | 4.       | 8.       | 3:52,53  | 5.       | 5.       | 3:48,69 | 8.       |
| Lubomír Nádeníček | 110 m gát   | 14,18    | 5.       | 22.      | kiesett  | kiesett  | kiesett  | kiesett | kiesett  |

| Versenyző      | Versenyszám   | Selejtező | Selejtező | Döntő    | Döntő    |
| Versenyző      | Versenyszám   | Eredmény  | Helyezés  | Eredmény | Helyezés |
| -------------- | ------------- | --------- | --------- | -------- | -------- |
| Jaroslav Alexa | Magasugrás    | 209 cm    | 18.*      | kiesett  | kiesett  |
| Rudolf Hübner  | Magasugrás    | 206 cm    | 22.***    | kiesett  | kiesett  |
| Ludvík Daněk   | Diszkoszvetés | 59,34 m   | 7.        | 62,92 m  |          |

Női
| Versenyző            | Versenyszám | Előfutam | Előfutam | Előfutam | Negyeddöntő | Negyeddöntő | Negyeddöntő | Elődöntő | Elődöntő | Elődöntő | Döntő   | Döntő    |
| Versenyző            | Versenyszám | Idő      | Hely.    | Össz.    | Idő         | Hely.       | Össz.       | Idő      | Hely.    | Össz.    | Idő     | Helyezés |
| -------------------- | ----------- | -------- | -------- | -------- | ----------- | ----------- | ----------- | -------- | -------- | -------- | ------- | -------- |
| Eva Lehocká-Glesková | 100 m       | 11,62    | 1.       | 15.*     | 11,29       | 2.          | 4.*         | 11,80    | 6.       | 14.      | kiesett | kiesett  |
| Eva Lehocká-Glesková | 200 m       | 24,08    | 5.       | 27.      |             |             |             | kiesett  | kiesett  | kiesett  | kiesett | kiesett  |
| Anna Chmelková       | 400 m       | 54,91    | 6.       | 20.      |             |             |             | kiesett  | kiesett  | kiesett  | kiesett | kiesett  |
| Jaroslava Jehličková | 800 m       | 2:08,96  | 3.       | 13.      |             |             |             | 2:13,59  | 8.       | 14.      | kiesett | kiesett  |

| Versenyző               | Versenyszám | Selejtező | Selejtező | Döntő    | Döntő    |
| Versenyző               | Versenyszám | Eredmény  | Helyezés  | Eredmény | Helyezés |
| ----------------------- | ----------- | --------- | --------- | -------- | -------- |
| Mária Faithová-Mračnová | Magasugrás  | 174 cm    | 6.        | 178 cm   | 6.       |
| Miloslava Rezková       | Magasugrás  | 174 cm    | 9.**      | 182 cm   |          |
| Jaroslava Valentová     | Magasugrás  | 174 cm    | 1.        | 178 cm   | 4.       |

* - egy másik versenyzővel azonos időt/eredményt ért el

** - két másik versenyzővel azonos eredményt ért el

*** - három másik versenyzővel azonos eredményt ért el

## Birkózás
Kötöttfogású
| Versenyző       | Versenyszám | 1. forduló                         | 2. forduló                        | 3. forduló                     | 4. forduló                              | 5. forduló                       | 6. forduló                            | 7. forduló        | Döntő | Helyezés    |
| Versenyző       | Versenyszám | Ellenfél Eredmény                  | Ellenfél Eredmény                 | Ellenfél Eredmény              | Ellenfél Eredmény                       | Ellenfél Eredmény                | Ellenfél Eredmény                     | Ellenfél Eredmény | Ellenfél Eredmény                                                                                         | Helyezés    |
| --------------- | ----------- | ---------------------------------- | --------------------------------- | ------------------------------ | --------------------------------------- | -------------------------------- | ------------------------------------- | ----------------- | --- | ----------- |
| Miroslav Zeman  | 52 kg       | Leonel Duarte (POR) · kétvállas    | Mohamed Salem Mongued (RAU) · 1-3 | Alex Børger (DEN) · kétvállas  | Sin Szangsik (Sin Sang-Sik) (KOR) · 1-3 | Rolf Lacour (FRG) · 3-1          |                                       |                   | 1. mérkőzés · Petar Kirov (BUL) · 3-1                                                                     |             |
| Jiří Švec       | 63 kg       | José Luis García (GUA) · kétvállas | Nikólaosz Lazáru (GRE) · kizárták | Fudzsimoto Hideo (JPN) · 3-1   | kiesett                                 | kiesett                          | kiesett                               |                   | kiesett                                                                                                   | helyezetlen |
| Vítězslav Mácha | 70 kg       | Klaus Pohl (GDR) · 3.5-0.5         | Mario Tovar (MEX) · kétvállas     | Gordon Garvie (CAN) · kizárták | Gennady Sapunov (URS) · 3-1             | kiesett                          | kiesett                               | kiesett           | kiesett                                                                                                   | helyezetlen |
| Jiří Kormaník   | 87 kg       | Jean-Marie Chardonnens (SUI) · 1-3 | Valentyin Olenyik (URS) · 3-1     | Branislav Simić (YUG) · 3-1    | kiesett                                 | kiesett                          |                                       |                   | kiesett                                                                                                   | helyezetlen |
| Petr Kment      | +97 kg      | Hasszan Bechara (LIB) · kétvállas  | erőnyerő                          | Bekir Aksu (TUR) · kizárták    | Constantin Buşoiu (ROU) · 1-3           | Ragnar Svensson (SWE) · kizárták | Anatolij Roscsin (URS) · visszalépett |                   | 1. mérkőzés · Kozma István (HUN) · visszalépett · Hozott eredmény · Anatolij Roscsin (URS) · visszalépett |             |

Szabadfogású
| Versenyző   | Versenyszám | 1. forduló        | 2. forduló              | 3. forduló                                 | 4. forduló        | 5. forduló        | 6. forduló        | 7. forduló        | Döntő             | Helyezés    |
| Versenyző   | Versenyszám | Ellenfél Eredmény | Ellenfél Eredmény       | Ellenfél Eredmény                          | Ellenfél Eredmény | Ellenfél Eredmény | Ellenfél Eredmény | Ellenfél Eredmény | Ellenfél Eredmény | Helyezés    |
| ----------- | ----------- | ----------------- | ----------------------- | ------------------------------------------ | ----------------- | ----------------- | ----------------- | ----------------- | ----------------- | ----------- |
| Josef Engel | 63 kg       | erőnyerő          | Vehbi Akdağ (TUR) · 3-1 | Samseddin Szajed-Abbaszi (IRI) · kétvállas | kiesett           | kiesett           | kiesett           | kiesett           | kiesett           | helyezetlen |

## Evezés
| Versenyző | Versenyszám      | Előfutam | Előfutam | Vigaszág      | Vigaszág      | Elődöntő      | Elődöntő      | Döntő   | Döntő   | Döntő   | Helyezés    |
| Versenyző | Versenyszám      | Idő      | Hely.    | Idő           | Hely.         | Idő           | Hely.         | Típus   | Idő     | Hely.   | Helyezés    |
| --- | ---------------- | -------- | -------- | ------------- | ------------- | ------------- | ------------- | ------- | ------- | ------- | ----------- |
| Václav Kozák | Egypárevezős     | 7:59,93  | 4.       | 7:49,93       | 3.            | 8:01,81       | 4.            | B       | 7:45,81 | 3.      | 9.          |
| Jaroslav Hellebrand Petr Krátký | Kétpárevezős     | 7:10,35  | 2.       | erőnyerő      | erőnyerő      | nem ért célba | nem ért célba | B       | 7:25,14 | 6.      | 12.         |
| Karel Kolesa Ivan Miluška Karel Kovář (kormányos) | Kormányos kettes | 9:02,98  | 4.       | nem ért célba | nem ért célba | kiesett       | kiesett       | kiesett | kiesett | kiesett | helyezetlen |
| Vladimír Jánoš Zdeněk Kuba Oldřich Svojanovský Karel Kolesa* Pavel Svojanovský Jan Wallisch Otakar Mareček Petr Čermák Milan Hurtala Jiří Pták (kormányos) | Nyolcas          | 6:13,30  | 3.       | 6:19,34       | 1.            |               |               | A       | 6:12,17 | 5.      | 5.          |

* - Milan Hurtala cseréje a döntőben

## Kajak-kenu
Férfi
| Versenyző                          | Versenyszám        | Előfutam | Előfutam | Előfutam | Vigaszág | Vigaszág | Vigaszág | Elődöntő | Elődöntő | Elődöntő | Döntő    | Döntő    |
| Versenyző                          | Versenyszám        | Idő      | Hely.    | Össz.    | Idő      | Hely.    | Össz.    | Idő      | Hely.    | Össz.    | Idő      | Helyezés |
| ---------------------------------- | ------------------ | -------- | -------- | -------- | -------- | -------- | -------- | -------- | -------- | -------- | -------- | -------- |
| Václav Mára                        | Kajak egyes 1000 m | 4:05,4   | 4.       | 7.       | 4:20,58  | 3.       | 5.       | 4:03,31  | 2.       | 4.       | 4:09,35  | 6.       |
| Jiří Čtvrtečka                     | Kenu egyes 1000 m  | 4:28,3   | 3.       | 3.*      | erőnyerő | erőnyerő | erőnyerő |          |          |          | 4:40,74  | 4.       |
| Rudolf Pěnkava Svatopluk Skarupský | Kenu kettes 1000 m | 4:31,3   | 6.       | 11.      | 4:20,19  | 2.       | 2.       |          |          |          | kizárták | kizárták |

Női
| Versenyző   | Versenyszám       | Előfutam | Előfutam | Előfutam | Vigaszág | Vigaszág | Vigaszág | Döntő   | Döntő    |
| Versenyző   | Versenyszám       | Idő      | Hely.    | Össz.    | Idő      | Hely.    | Össz.    | Idő     | Helyezés |
| ----------- | ----------------- | -------- | -------- | -------- | -------- | -------- | -------- | ------- | -------- |
| Iva Vávrová | Kajak egyes 500 m | 2:09,1   | 3.       | 3.       | erőnyerő | erőnyerő | erőnyerő | 2:14,78 | 5.       |

* - egy másik versenyzővel azonos időt ért el

## Kerékpározás

### Országúti kerékpározás
| Versenyző   | Versenyszám   | Idő             | Helyezés      |
| ----------- | ------------- | --------------- | ------------- |
| Petr Hladík | Mezőnyverseny | nem ért célba   | nem ért célba |
| Jan Smolík  | Mezőnyverseny | 4:46:30 (+5:05) | 23.           |

### Pálya-kerékpározás
Sprintverseny
| Versenyző     | Versenyszám  | 1. forduló                                                | 1. forduló | Vigaszág               | Vigaszág | 2. forduló                                          | 2. forduló | Vigaszág                                             | Vigaszág         | Nyolcaddöntő                                    | Nyolcaddöntő | Vigaszág selejtező                                 | Vigaszág selejtező | Vigaszág döntő       | Vigaszág döntő | Negyeddöntő          | Elődöntő             | Döntő                | Helyezés    |
| Versenyző     | Versenyszám  | Ellenfelek Győztes idő                                    | Hely.      | Ellenfelek Győztes idő | Hely.    | Ellenfelek Győztes idő                              | Hely.      | Ellenfelek Győztes idő                               | Hely.            | Ellenfelek Győztes idő                          | Hely.        | Ellenfelek Győztes idő                             | Hely.              | Ellenfél Győztes idő | Hely.          | Ellenfél Győztes idő | Ellenfél Győztes idő | Ellenfél Győztes idő | Helyezés    |
| ------------- | ------------ | --------------------------------------------------------- | ---------- | ---------------------- | -------- | --------------------------------------------------- | ---------- | ---------------------------------------------------- | ---------------- | ----------------------------------------------- | ------------ | -------------------------------------------------- | ------------------ | -------------------- | -------------- | -------------------- | -------------------- | -------------------- | ----------- |
| Miloš Jelínek | Férfi egyéni | John Nicholson (AUS) · Raúl Marcelo Vázquez (CUB) · 11,40 | 1.         |                        |          | Omar Phakadze (URS) · Ian Alsop (GBR) · 11,26       | 2.         | Serhiy Kravtsov (URS) · Inoue Szandzsi (JPN) · 10,87 | nem állt rajthoz | kiesett                                         | kiesett      | kiesett                                            | kiesett            | kiesett              | kiesett        | kiesett              | kiesett              | kiesett              | helyezetlen |
| Ivan Kučírek  | Férfi egyéni | Ian Alsop (GBR) · Aubrey Bryce (GUY) · 11,03              | 1.         |                        |          | Reginald Barnett (GBR) · José Mercado (MEX) · 11,38 | 1.         |                                                      |                  | Dino Verzini (ITA) · Jackie Simes (USA) · 10,81 | 3.           | Tim Mountford (USA) · Gordon Johnson (AUS) · 10,79 | 3.                 | kiesett              | kiesett        | kiesett              | kiesett              | kiesett              | helyezetlen |

Időfutam
| Versenyző     | Versenyszám  | Idő     | Helyezés |
| ------------- | ------------ | ------- | -------- |
| Miloš Jelínek | Férfi egyéni | 1:06,52 | 15.      |

Tandem
| Versenyző                  | Versenyszám     | 1. forduló                                                       | Vigaszág selejtező   | Vigaszág selejtező | Vigaszág döntő         | Vigaszág döntő | Negyeddöntő                                                         | Elődöntő             | Döntő                | Helyezés |
| Versenyző                  | Versenyszám     | Ellenfél Győztes idő                                             | Ellenfél Győztes idő | Hely.              | Ellenfelek Győztes idő | Hely.          | Ellenfél Győztes idő                                                | Ellenfél Győztes idő | Ellenfél Győztes idő | Helyezés |
| -------------------------- | --------------- | ---------------------------------------------------------------- | -------------------- | ------------------ | ---------------------- | -------------- | ------------------------------------------------------------------- | -------------------- | -------------------- | -------- |
| Ivan Kučírek Miloš Jelínek | Férfi kétüléses | Szovjetunió (URS) · Igor Celovalnyikov · Imants Bodnieks · 10,14 |                      |                    |                        |                | Hollandia (NED) · Jan Jansen · Leijn Loevesijn · 10,63, 9,88, 10,03 | kiesett              | kiesett              | 5.       |

Üldözőversenyek
| Versenyző                                           | Versenyszám  | Selejtező | Selejtező | Nyolcaddöntő                                                                                                | Nyolcaddöntő | Nyolcaddöntő | Negyeddöntő                                                                               | Negyeddöntő | Negyeddöntő | Elődöntő     | Elődöntő  | Elődöntő | Döntő        | Döntő     | Helyezés |
| Versenyző                                           | Versenyszám  | Idő       | Hely.     | Ellenfél Idő                                                                                                | Saját idő    | Hely.        | Ellenfél Idő                                                                              | Saját idő   | Hely.       | Ellenfél Idő | Saját idő | Hely.    | Ellenfél Idő | Saját idő | Helyezés |
| --------------------------------------------------- | ------------ | --------- | --------- | --- | ------------ | ------------ | ----------------------------------------------------------------------------------------- | ----------- | ----------- | ------------ | --------- | -------- | ------------ | --------- | -------- |
| Jiří Daler                                          | Férfi egyéni | 4:50,50   | 14.       | |              |              | kiesett                                                                                   | kiesett     | kiesett     | kiesett      | kiesett   | kiesett  | kiesett      | kiesett   | 14.      |
| Jiří Daler Pavel Kondr Milan Puzrla František Řezáč | Férfi csapat |           |           | Lengyelország (POL) · Janusz Kierzkowski · Wacław Latocha · Wojciech Matusiak · Rajmund Zieliński · 4:23,77 | 4:21,88      | 1.           | Dánia (DEN) · Gunnar Asmussen · Mogens Frey Jensen · Per Lyngemark · Reno Olsen · 4:27,02 | 4:30,76     | 7.          | kiesett      | kiesett   | kiesett  | kiesett      | kiesett   | 5.       |

## Labdarúgás
| Csehszlovák labdarúgócsapat-játékoskeret | Csehszlovák labdarúgócsapat-játékoskeret |
| --- | --- |
| - Dušan Bartovič - Jaroslav Boroš - Josef Bouška - Jaroslav Findejs - Miloš Herbst - Július Holeš - Stanislav Jarábek - Jozef Jarabinský - Antonín Kramerius | - Miroslav Kráľ - Mikuláš Krnáč - Josef Linhart - Peter Mutkovič - Ladislav Pajerchin - Ladislav Petráš - Pavel Stratil - Stanislav Štrunc - Jiří Večerek |

### Eredmények
Csoportkör
D csoport
| Csapat        | M | Gy | D | V | G+ | G– | Gk  | P |
| ------------- | - | -- | - | - | -- | -- | --- | - |
| Bulgária      | 3 | 2  | 1 | 0 | 11 | 3  | +8  | 5 |
| Guatemala     | 3 | 2  | 0 | 1 | 6  | 3  | +3  | 4 |
| Csehszlovákia | 3 | 1  | 1 | 1 | 10 | 3  | +7  | 3 |
| Thaiföld      | 3 | 0  | 0 | 3 | 1  | 19 | –18 | 0 |

| 1968. október 14. |

| Guatemala (GUA)                | 1–0               | Csehszlovákia |
| ------------------------------ | ----------------- | ------------- |
| Stokes 28' Peña 82′ Torres 89′ | (1–0) Jegyzőkönyv | Pajerchin 88′ |

| Jalisco stadion, Guadalajara Játékvezető: Romualdo Arppi Filho (BRA) Asszisztensek: Abel Aguilar Elizalde (MEX), Diego de Leo (MEX) |

| 1968. október 16. |

| Csehszlovákia (TCH)       | 2–2               | Bulgária                |
| ------------------------- | ----------------- | ----------------------- |
| Jarabinský 25' Petráš 42' | (2–1) Jegyzőkönyv | Georgiev 44' Zsekov 77' |

| Jalisco stadion, Guadalajara Játékvezető: Abel Aguilar Elizalde (MEX) Asszisztensek: Alfonso Gonzales Archundia (MEX), Felipe Buergo (MEX) |

| 1968. október 18. |

| Csehszlovákia (TCH)                                                 | 8–0               | Thaiföld |
| ------------------------------------------------------------------- | ----------------- | -------- |
| Herbst 12' Petráš 17' 18' 67' Stratil 28' 34' Večerek 38' Krnáč 83' | (6–0) Jegyzőkönyv |          |

| Jalisco stadion, Guadalajara Játékvezető: Felipe Buergo (MEX) Asszisztensek: Arturo Yamasaki (MEX), Marujama Josijuki (JPN) |

| Csapat              | Helyezés |
| ------------------- | -------- |
| Csehszlovákia (TCH) | 9.       |

## Műugrás
Női
| Versenyző       | Versenyszám        | Selejtező | Selejtező | Döntő  | Döntő    |
| Versenyző       | Versenyszám        | Pont      | Helyezés  | Pont   | Helyezés |
| --------------- | ------------------ | --------- | --------- | ------ | -------- |
| Milena Duchková | Egyéni műugrás     | 91,57     | 5.        | 127,85 | 10.      |
| Milena Duchková | Egyéni toronyugrás | 51,61     | 3.        | 109,59 |          |

## Ökölvívás
| Versenyző        | Versenyszám   | Selejtező         | 32-es főtábla                  | Nyolcaddöntő                 | Negyeddöntő                  | Elődöntő          | Döntő             | Helyezés |
| Versenyző        | Versenyszám   | Ellenfél Eredmény | Ellenfél Eredmény              | Ellenfél Eredmény            | Ellenfél Eredmény            | Ellenfél Eredmény | Ellenfél Eredmény | Helyezés |
| ---------------- | ------------- | ----------------- | ------------------------------ | ---------------------------- | ---------------------------- | ----------------- | ----------------- | -------- |
| Vladimír Kučera  | Kisváltósúly  | erőnyerő          | Peter Tiepold (GDR) · 0-5      | kiesett                      | kiesett                      | kiesett           | kiesett           | 17.      |
| Bohumil Němeček  | Váltósúly     | erőnyerő          | Ivan Kiryakov (BUL) · kizárták | kiesett                      | kiesett                      | kiesett           | kiesett           | 17.      |
| Vojtech Stantien | Nagyváltósúly |                   | erőnyerő                       | John Baldwin (USA) · 0-5     | kiesett                      | kiesett           | kiesett           | 9.       |
| Jan Hejduk       | Középsúly     |                   | erőnyerő                       | Nolberto Freitas (URU) · RSC | Agustín Zaragoza (MEX) · 1-4 | kiesett           | kiesett           | 5.       |
| Josef Kapín      | Félnehézsúly  |                   | Walter Facchinetti (ITA) · 0-5 | kiesett                      | kiesett                      | kiesett           | kiesett           | 17.      |

## Öttusa
| Versenyző   | Versenyszám | Lovaglás | Lovaglás | Lovaglás | Vívás    | Vívás | Vívás | Lövészet | Lövészet | Lövészet | Úszás  | Úszás | Úszás | Futás   | Futás | Futás | Összesen    | Összesen |
| Versenyző   | Versenyszám | Idő      | Pont     | Hely.    | Eredmény | Pont  | Hely. | Pontszám | Pont     | Hely.    | Idő    | Pont  | Hely. | Idő     | Pont  | Hely. | Összes pont | Helyezés |
| ----------- | ----------- | -------- | -------- | -------- | -------- | ----- | ----- | -------- | -------- | -------- | ------ | ----- | ----- | ------- | ----- | ----- | ----------- | -------- |
| Pavel Kupka | Egyéni      | 4:02     | 865      | 37.      | 26–21    | 839   | 16.   | 179      | 670      | 45.      | 4:03,5 | 943   | 23.   | 17:01,5 | 502   | 46.   | 3819        | 41.      |

## Röplabda

### Férfi
| Csehszlovák férfi röplabdacsapat-játékoskeret                                                    | Csehszlovák férfi röplabdacsapat-játékoskeret                                                        |
| ------------------------------------------------------------------------------------------------ | --- |
| - Bohumil Golián - Zdeněk Groessl - Petr Kop - Drahomír Koudelka - Josef Musil - Vladimír Petlák | - Antonín Procházka - Pavel Schenk - Josef Smolka - František Sokol - Jiří Svoboda - Lubomír Zajíček |

#### Eredmények
Csoportkör
| 1968. október 13. 19:00 | Csehszlovákia (TCH)                | 3 – 2 | NDK (GDR) |  |
| 1968. október 13. 19:00 | (15–12, 15–17, 14–16, 15–11, 15–9) |       |           |  |

| 1968. október 16. 12:00 | Csehszlovákia (TCH)       | 3 – 1 | Egyesült Államok (USA) |  |
| 1968. október 16. 12:00 | (15–0, 10–15, 15–7, 15–7) |       |                        |  |

| 1968. október 17. 19:00 | Csehszlovákia (TCH)               | 3 – 2 | Japán (JPN) |  |
| 1968. október 17. 19:00 | (2–15, 3–15, 15–12, 15–12, 15–11) |       |             |  |

| 1968. október 19. 17:00 | Csehszlovákia (TCH)                | 3 – 2 | Brazília (BRA) |  |
| 1968. október 19. 17:00 | (15–12, 15–10, 13–15, 13–15, 15–9) |       |                |  |

| 1968. október 20. 17:00 | Csehszlovákia (TCH) | 3 – 0 | Mexikó (MEX) |  |
| 1968. október 20. 17:00 | (15–10, 15–8, 15–8) |       |              |  |

| 1968. október 21. 10:00 | Csehszlovákia (TCH)             | 3 – 2 | Bulgária (BUL) |  |
| 1968. október 21. 10:00 | (15–7, 10–15, 15–9, 4–15, 15–7) |       |                |  |

| 1968. október 23. 19:00 | Csehszlovákia (TCH) | 3 – 0 | Belgium (BEL) |  |
| 1968. október 23. 19:00 | (15–0, 15–4, 15–12) |       |               |  |

| 1968. október 24. 17:00 | Lengyelország (POL)        | 3 – 1 | Csehszlovákia (TCH) |  |
| 1968. október 24. 17:00 | (15–5, 15–3, 12–15, 15–13) |       |                     |  |

| 1968. október 25. 20:00 | Szovjetunió (URS)  | 3 – 0 | Csehszlovákia (TCH) |  |
| 1968. október 25. 20:00 | (15–7, 15–4, 15–8) |       |                     |  |

|          |                        |      | Mérkőzések | Mérkőzések | Szettek | Szettek | Szettek | Pontok | Pontok | Pontok |
| Helyezés | Csapat                 | Pont | Gy         | V          | Sz+     | Sz–     | SzA     | P+     | P–     | PA     |
| -------- | ---------------------- | ---- | ---------- | ---------- | ------- | ------- | ------- | ------ | ------ | ------ |
| Arany    | Szovjetunió (URS)      | 17   | 8          | 1          | 26      | 8       | 3,250   | 464    | 326    | 1,423  |
| Ezüst    | Japán (JPN)            | 16   | 7          | 2          | 24      | 6       | 4,000   | 430    | 258    | 1,667  |
| Bronz    | Csehszlovákia (TCH)    | 16   | 7          | 2          | 22      | 15      | 1,467   | 454    | 417    | 1,089  |
| 4.       | NDK (GDR)              | 15   | 6          | 3          | 22      | 12      | 1,833   | 449    | 374    | 1,201  |
| 5.       | Lengyelország (POL)    | 15   | 6          | 3          | 18      | 11      | 1,636   | 371    | 281    | 1,320  |
| 6.       | Bulgária (BUL)         | 13   | 4          | 5          | 16      | 17      | 0,941   | 379    | 385    | 0,984  |
| 7.       | Egyesült Államok (USA) | 13   | 4          | 5          | 15      | 18      | 0,833   | 383    | 414    | 0,925  |
| 8.       | Belgium (BEL)          | 11   | 2          | 7          | 6       | 24      | 0,250   | 239    | 417    | 0,573  |
| 9.       | Brazília (BRA)         | 10   | 1          | 8          | 8       | 25      | 0,320   | 357    | 469    | 0,761  |
| 10.      | Mexikó (MEX)           | 9    | 0          | 9          | 6       | 27      | 0,222   | 289    | 474    | 0,610  |

| Csapat              | Helyezés |
| ------------------- | -------- |
| Csehszlovákia (TCH) |          |

### Női
| Csehszlovák női röplabdacsapat-játékoskeret                                                                  | Csehszlovák női röplabdacsapat-játékoskeret                                                     |
| --- | ----------------------------------------------------------------------------------------------- |
| - Júlia Bendeová - Věra Hrabáková - Hilda Mazúrová - Anna Mifková - Elena Moskalová-Poláková - Karla Šašková | - Jitka Senecká - Eva Široká - Pavlína Štefková - Věra Štruncová - Irena Tichá - Hana Vlasáková |

#### Eredmények
Csoportkör
| 1968. október 13. 17:00 | Szovjetunió (URS)         | 3 – 1 | Csehszlovákia (TCH) |  |
| 1968. október 13. 17:00 | (8–15, 15–7, 15–13, 15–7) |       |                     |  |

| 1968. október 14. 12:00 | Csehszlovákia (TCH)        | 3 – 1 | Egyesült Államok (USA) |  |
| 1968. október 14. 12:00 | (15–8, 11–15, 15–9, 15–11) |       |                        |  |

| 1968. október 15. 12:00 | Csehszlovákia (TCH) | 3 – 0 | Mexikó (MEX) |  |
| 1968. október 15. 12:00 | (15–8, 15–2, 16–14) |       |              |  |

| 1968. október 19. 17:00 | Japán (JPN)        | 3 – 0 | Csehszlovákia (TCH) |  |
| 1968. október 19. 17:00 | (15–7, 15–8, 15–7) |       |                     |  |

| 1968. október 20. 10:00 | Csehszlovákia (TCH)             | 3 – 2 | Peru (PER) |  |
| 1968. október 20. 10:00 | (7–15, 13–15, 15–9, 15–2, 15–3) |       |            |  |

| 1968. október 24. 17:00 | Lengyelország (POL)  | 3 – 0 | Csehszlovákia (TCH) |  |
| 1968. október 24. 17:00 | (15–13, 15–7, 15–12) |       |                     |  |

| 1968. október 25. 12:00 | Dél-Korea (KOR)           | 3 – 1 | Csehszlovákia (TCH) |  |
| 1968. október 25. 12:00 | (15–9, 15–9, 9–15, 15–11) |       |                     |  |

|          |                        |      | Mérkőzések | Mérkőzések | Szettek | Szettek | Szettek | Pontok | Pontok | Pontok |
| Helyezés | Csapat                 | Pont | Gy         | V          | Sz+     | Sz–     | SzA     | P+     | P–     | PA     |
| -------- | ---------------------- | ---- | ---------- | ---------- | ------- | ------- | ------- | ------ | ------ | ------ |
| Arany    | Szovjetunió (URS)      | 14   | 7          | 0          | 21      | 3       | 7,000   | 333    | 194    | 1,716  |
| Ezüst    | Japán (JPN)            | 13   | 6          | 1          | 19      | 3       | 6,333   | 318    | 147    | 2,163  |
| Bronz    | Lengyelország (POL)    | 12   | 5          | 2          | 15      | 11      | 1,364   | 324    | 304    | 1,066  |
| 4.       | Peru (PER)             | 10   | 3          | 4          | 12      | 15      | 0,800   | 306    | 327    | 0,936  |
| 5.       | Dél-Korea (KOR)        | 10   | 3          | 4          | 11      | 14      | 0,786   | 276    | 305    | 0,905  |
| 6.       | Csehszlovákia (TCH)    | 10   | 3          | 4          | 11      | 15      | 0,733   | 307    | 308    | 0,997  |
| 7.       | Mexikó (MEX)           | 8    | 1          | 6          | 7       | 18      | 0,389   | 215    | 338    | 0,636  |
| 8.       | Egyesült Államok (USA) | 7    | 0          | 7          | 4       | 21      | 0,190   | 197    | 353    | 0,558  |

| Csapat              | Helyezés |
| ------------------- | -------- |
| Csehszlovákia (TCH) | 6.       |

## Sportlövészet
Nyílt
| Versenyző         | Versenyszám                    | Pont | Helyezés |
| ----------------- | ------------------------------ | ---- | -------- |
| Ladislav Falta    | Gyorstüzelő pisztoly           | 587  | 10.      |
| Lubomír Nácovský  | Gyorstüzelő pisztoly           | 588  | 7.       |
| Hynek Hromada     | Szabadpisztoly                 | 550  | 14.      |
| Jaroslav Veselý   | Szabadpisztoly                 | 544  | 27.      |
| Rudolf Pojer      | Sportpuska, fekvő              | 594  | 14.      |
| Jan Kůrka         | Sportpuska, fekvő              | 598  |          |
| Jan Kůrka         | Sportpuska, összetett          | 1136 | 29.      |
| Jan Kůrka         | Szabadpuska, összetett (300 m) | 1133 | 12.      |
| Ondrej Šima       | Szabadpuska, összetett (300 m) | 1121 | 18.      |
| Jaroslav Navrátil | Sportpuska, összetett          | 1127 | 39.      |

## Súlyemelés
| Versenyző         | Versenyszám | Nyomás   | Nyomás   | Szakítás | Szakítás | Lökés    | Lökés    | Összesen | Helyezés |
| Versenyző         | Versenyszám | Eredmény | Helyezés | Eredmény | Helyezés | Eredmény | Helyezés | Összesen | Helyezés |
| ----------------- | ----------- | -------- | -------- | -------- | -------- | -------- | -------- | -------- | -------- |
| Ondrej Hekel      | 67,5 kg     | 120,0    | 12.      | 120,0    | 8.       | 150,0    | 10.      | 390,0    | 9.       |
| Miloslav Kolařík  | 75 kg       | 140,0    | 3.       | 127,5    | 7.       | 162,5    | 10.      | 430,0    | 7.       |
| Hans Zdražila     | 82,5 kg     | 135,0    | 14.      | 147,5    | 1.       | 180,0    | 5.       | 462,5    | 6.       |
| Vítězslav Országh | 90 kg       | 157,5    | 5.       | 130,0    | 13.      | 175,0    | 11.      | 462,5    | 8.       |

## Torna
Férfi
| Versenyző                                                                                 | Versenyszám      | Selejtező | Selejtező | Döntő    | Döntő    |
| Versenyző                                                                                 | Versenyszám      | Pontszám  | Helyezés  | Pontszám | Helyezés |
| ----------------------------------------------------------------------------------------- | ---------------- | --------- | --------- | -------- | -------- |
| František Bočko                                                                           | Talaj            | 18,65     | 14.       | kiesett  | kiesett  |
| František Bočko                                                                           | Ugrás            | 18,55     | 18.       | kiesett  | kiesett  |
| František Bočko                                                                           | Korlát           | 18,70     | 35.       | kiesett  | kiesett  |
| František Bočko                                                                           | Nyújtó           | 18,65     | 33.       | kiesett  | kiesett  |
| František Bočko                                                                           | Gyűrű            | 18,15     | 38.       | kiesett  | kiesett  |
| František Bočko                                                                           | Lólengés         | 18,30     | 33.       | kiesett  | kiesett  |
| František Bočko                                                                           | Egyéni összetett |           |           | 111,00   | 22.      |
| Jiří Fejtek                                                                               | Talaj            | 18,40     | 28.       | kiesett  | kiesett  |
| Jiří Fejtek                                                                               | Ugrás            | 18,50     | 23.       | kiesett  | kiesett  |
| Jiří Fejtek                                                                               | Korlát           | 18,10     | 69.       | kiesett  | kiesett  |
| Jiří Fejtek                                                                               | Nyújtó           | 18,45     | 46.       | kiesett  | kiesett  |
| Jiří Fejtek                                                                               | Gyűrű            | 18,75     | 13.       | kiesett  | kiesett  |
| Jiří Fejtek                                                                               | Lólengés         | 19,00     | 8.        | kiesett  | kiesett  |
| Jiří Fejtek                                                                               | Egyéni összetett |           |           | 111,20   | 20.      |
| Václav Kubíčka                                                                            | Talaj            | 18,80     | 11.       | kiesett  | kiesett  |
| Václav Kubíčka                                                                            | Ugrás            | 18,55     | 18.       | kiesett  | kiesett  |
| Václav Kubíčka                                                                            | Korlát           | 19,70     | 7.        | 18,950   | 6.       |
| Václav Kubíčka                                                                            | Nyújtó           | 18,55     | 41.       | kiesett  | kiesett  |
| Václav Kubíčka                                                                            | Gyűrű            | 18,30     | 28.       | kiesett  | kiesett  |
| Václav Kubíčka                                                                            | Lólengés         | 17,90     | 45.       | kiesett  | kiesett  |
| Václav Kubíčka                                                                            | Egyéni összetett |           |           | 111,30   | 19.      |
| Bohumil Mudřík                                                                            | Talaj            | 18,40     | 28.       | kiesett  | kiesett  |
| Bohumil Mudřík                                                                            | Ugrás            | 18,55     | 18.       | kiesett  | kiesett  |
| Bohumil Mudřík                                                                            | Korlát           | 18,85     | 26.       | kiesett  | kiesett  |
| Bohumil Mudřík                                                                            | Nyújtó           | 18,45     | 46.       | kiesett  | kiesett  |
| Bohumil Mudřík                                                                            | Gyűrű            | 17,35     | 77.       | kiesett  | kiesett  |
| Bohumil Mudřík                                                                            | Lólengés         | 18,35     | 29.       | kiesett  | kiesett  |
| Bohumil Mudřík                                                                            | Egyéni összetett |           |           | 109,95   | 28.      |
| Miloslav Netušil                                                                          | Talaj            | 18,60     | 18.       | kiesett  | kiesett  |
| Miloslav Netušil                                                                          | Ugrás            | 18,10     | 60.       | kiesett  | kiesett  |
| Miloslav Netušil                                                                          | Korlát           | 19,05     | 15.       | kiesett  | kiesett  |
| Miloslav Netušil                                                                          | Nyújtó           | 16,75     | 101.      | kiesett  | kiesett  |
| Miloslav Netušil                                                                          | Gyűrű            | 18,05     | 44.       | kiesett  | kiesett  |
| Miloslav Netušil                                                                          | Lólengés         | 18,85     | 12.       | kiesett  | kiesett  |
| Miloslav Netušil                                                                          | Egyéni összetett |           |           | 109,40   | 37.      |
| Václav Skoumal                                                                            | Talaj            | 18,55     | 21.       | kiesett  | kiesett  |
| Václav Skoumal                                                                            | Ugrás            | 18,45     | 27.       | kiesett  | kiesett  |
| Václav Skoumal                                                                            | Korlát           | 18,60     | 41.       | kiesett  | kiesett  |
| Václav Skoumal                                                                            | Nyújtó           | 19,00     | 15.       | kiesett  | kiesett  |
| Václav Skoumal                                                                            | Gyűrű            | 17,90     | 52.       | kiesett  | kiesett  |
| Václav Skoumal                                                                            | Lólengés         | 16,75     | 85.       | kiesett  | kiesett  |
| Václav Skoumal                                                                            | Egyéni összetett |           |           | 109,25   | 38.*     |
| František Bočko Jiří Fejtek Václav Kubíčka Bohumil Mudřík Miloslav Netušil Václav Skoumal | Csapat összetett |           |           | 557,10   | 4.       |

Női
| Versenyző | Versenyszám      | Selejtező | Selejtező | Döntő    | Döntő    |
| Versenyző | Versenyszám      | Pontszám  | Helyezés  | Pontszám | Helyezés |
| --- | ---------------- | --------- | --------- | -------- | -------- |
| Věra Čáslavská | Talaj            | 19,55     | 2.        | 19,675   | *        |
| Věra Čáslavská | Ugrás            | 19,75     | 1.        | 19,775   |          |
| Věra Čáslavská | Felemás korlát   | 19,50     | 1.        | 19,650   |          |
| Věra Čáslavská | Gerenda          | 19,45     | 2.        | 19,575   |          |
| Věra Čáslavská | Egyéni összetett |           |           | 78,25    |          |
| Marianna Krajčírová                                                                                               | Talaj            | 19,10     | 7.        | kiesett  | kiesett  |
| Marianna Krajčírová                                                                                               | Ugrás            | 19,45     | 3.        | 19,475   | 4.       |
| Marianna Krajčírová                                                                                               | Felemás korlát   | 18,65     | 22.       | kiesett  | kiesett  |
| Marianna Krajčírová                                                                                               | Gerenda          | 18,65     | 22.       | kiesett  | kiesett  |
| Marianna Krajčírová                                                                                               | Egyéni összetett |           |           | 75,85    | 9.*      |
| Jána Kubičková-Posnerová                                                                                          | Talaj            | 19,00     | 8.        | kiesett  | kiesett  |
| Jána Kubičková-Posnerová                                                                                          | Ugrás            | 19,00     | 13.       | kiesett  | kiesett  |
| Jána Kubičková-Posnerová                                                                                          | Felemás korlát   | 18,35     | 28.       | kiesett  | kiesett  |
| Jána Kubičková-Posnerová                                                                                          | Gerenda          | 18,70     | 18.       | kiesett  | kiesett  |
| Jána Kubičková-Posnerová                                                                                          | Egyéni összetett |           |           | 75,05    | 15.      |
| Hana Lišková | Talaj            | 18,90     | 13.       | kiesett  | kiesett  |
| Hana Lišková | Ugrás            | 19,00     | 13.       | kiesett  | kiesett  |
| Hana Lišková | Felemás korlát   | 18,90     | 12.       | kiesett  | kiesett  |
| Hana Lišková | Gerenda          | 18,85     | 10.       | kiesett  | kiesett  |
| Hana Lišková | Egyéni összetett |           |           | 75,65    | 11.      |
| Bohumila Řimnáčová                                                                                                | Talaj            | 19,15     | 5.        | 19,325   | 5.*      |
| Bohumila Řimnáčová                                                                                                | Ugrás            | 18,70     | 24.       | kiesett  | kiesett  |
| Bohumila Řimnáčová                                                                                                | Felemás korlát   | 19,30     | 2.        | 19,350   | 4.       |
| Bohumila Řimnáčová                                                                                                | Gerenda          | 18,85     | 10.       | kiesett  | kiesett  |
| Bohumila Řimnáčová                                                                                                | Egyéni összetett |           |           | 76,00    | 7.*      |
| Miroslava Skleničková                                                                                             | Talaj            | 18,80     | 17.       | kiesett  | kiesett  |
| Miroslava Skleničková                                                                                             | Ugrás            | 19,35     | 6.        | 19,325   | 6.       |
| Miroslava Skleničková                                                                                             | Felemás korlát   | 19,10     | 5.        | 18,200   | 6.       |
| Miroslava Skleničková                                                                                             | Gerenda          | 18,60     | 23.       | kiesett  | kiesett  |
| Miroslava Skleničková                                                                                             | Egyéni összetett |           |           | 75,85    | 9.*      |
| Věra Čáslavská Marianna Krajčírová Jána Kubičková-Posnerová Hana Lišková Bohumila Řimnáčová Miroslava Skleničková | Csapat összetett |           |           | 382,20   |          |

* - egy másik versenyzővel azonos eredményt ért el

## Úszás
Női
| Versenyző     | Versenyszám | Előfutam | Előfutam | Előfutam | Elődöntő | Elődöntő | Elődöntő | Döntő   | Döntő    |
| Versenyző     | Versenyszám | Idő      | Hely.    | Össz.    | Idő      | Hely.    | Össz.    | Idő     | Helyezés |
| ------------- | ----------- | -------- | -------- | -------- | -------- | -------- | -------- | ------- | -------- |
| Oľga Kozičová | 100 m gyors | 1:03,3   | 3.       | 14.**    | 1:02,6   | 4.       | 11.*     | kiesett | kiesett  |
| Oľga Kozičová | 200 m gyors | 2:16,1   | 2.       | 8.       |          |          |          | 2:16,0  | 8.       |

* - egy másik versenyzővel azonos időt ért el

** - három másik versenyzővel azonos időt ért el